# Macrosphyra longistyla
Espèce
Classification APG III (2009)
Macrosphyra longistyla, dont le nom vernaculaire est co-saffoune , est une plante à fleurs de la famille des Rubiacées. C'est un arbuste sarmenteux présent du Sénégal au Cameroun.

## Description
StatureLa taille est généralement comprise entre 2 et 3 mètres, mais elle peut atteindre 6 mètres de haut.
Bois et écorceL'écorce de couleur brun clair est rugueuse à fendillée. Les rameaux poussent perpendiculairement à la tige.
FeuillesLes feuilles, de couleur vert foncé, ont une apparence gaufrée. Elles font de 9 à 14 cm de long.
Fleurs et fruitsLa floraison a lieu généralement en fin de saison sèche, et au début de la saison des pluies. Les fleurs ont une couleur blanche puis jaunâtre, et font environ 5 cm de diamètre. Le fruit de 4-5 cm de diamètre a une forme globuleuse ou sphérique. Il contient un grand nombre de graines plates.

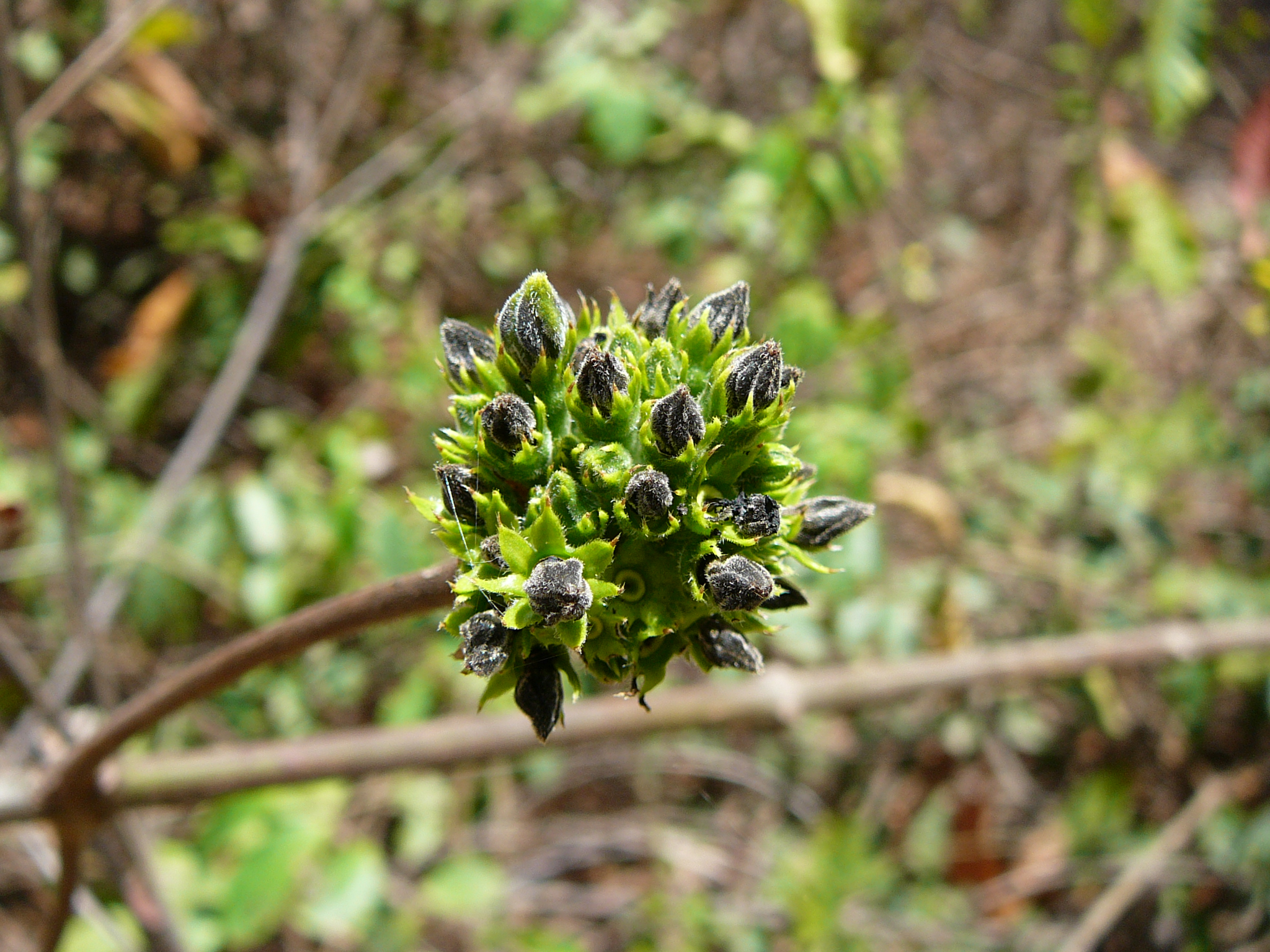
Fruit en développement.

## Utilisations
Usages alimentaires et culinairesLa pulpe du fruit, de couleur noirâtre et au goût sucré, est consommée localement.
Usages domestiques, artisanaux et industrielsLes fleurs sont utilisées pour parfumer le linge et éloigner les insectes.